# Wolfgang Kieling
Wolfgang Kieling (16 de marzo de 1924-7 de octubre de 1985) fue un actor teatral, cinematográfico y televisivo alemán.

## Biografía
Nacido en Berlín, Alemania, Kieling se crio con su padrastro, un sastre. Solamente tenía seis años cuando grabó su primer disco, cantando como soprano infantil. Posteriormente actuó en programas radiofónicos infantiles, debutando en el cine en 1936 con el film de Veit Harlan Maria, die Magd (1936). Tras estudiar interpretación con Albert Florath, Kieling obtuvo sus primeros compromisos teatrales. Durante la Segunda Guerra Mundial sirvió en el ejército, fue herido y permaneció como prisionero en la Unión Soviética hasta 1949.
Después trabajó en el teatro, primero en Berlín Oeste y en 1953 en Basilea. Desde 1954 a 1957 trabajó en producciones de la Deutsche Film AG en Alemania del Este. Posteriormente volvió a Alemania Occidental, donde a partir de 1960 actuó en diferentes producciones televisivas. Recibió el reconocimiento internacional por su interpretación en 1966 de un agente de la Stasi en la película de Alfred Hitchcock "Cortina rasgada".
En 1965 Kieling recibió el Deutscher Filmpreis como mejor actor por su trabajo en el film Polizeirevier Davidswache. Después puso a subasta el premio, destinándolo al Vietcong, con motivo de la Guerra de Vietnam. Al siguiente año, por su participación en Geschlossene Gesellschaft, fue premiado con el Verleihung der Goldenen Kamera concedido por el grupo editorial Axel Springer SE. Sin embargo, devolvió ese premio al siguiente año en protesta por la política del mencionado grupo editorial.

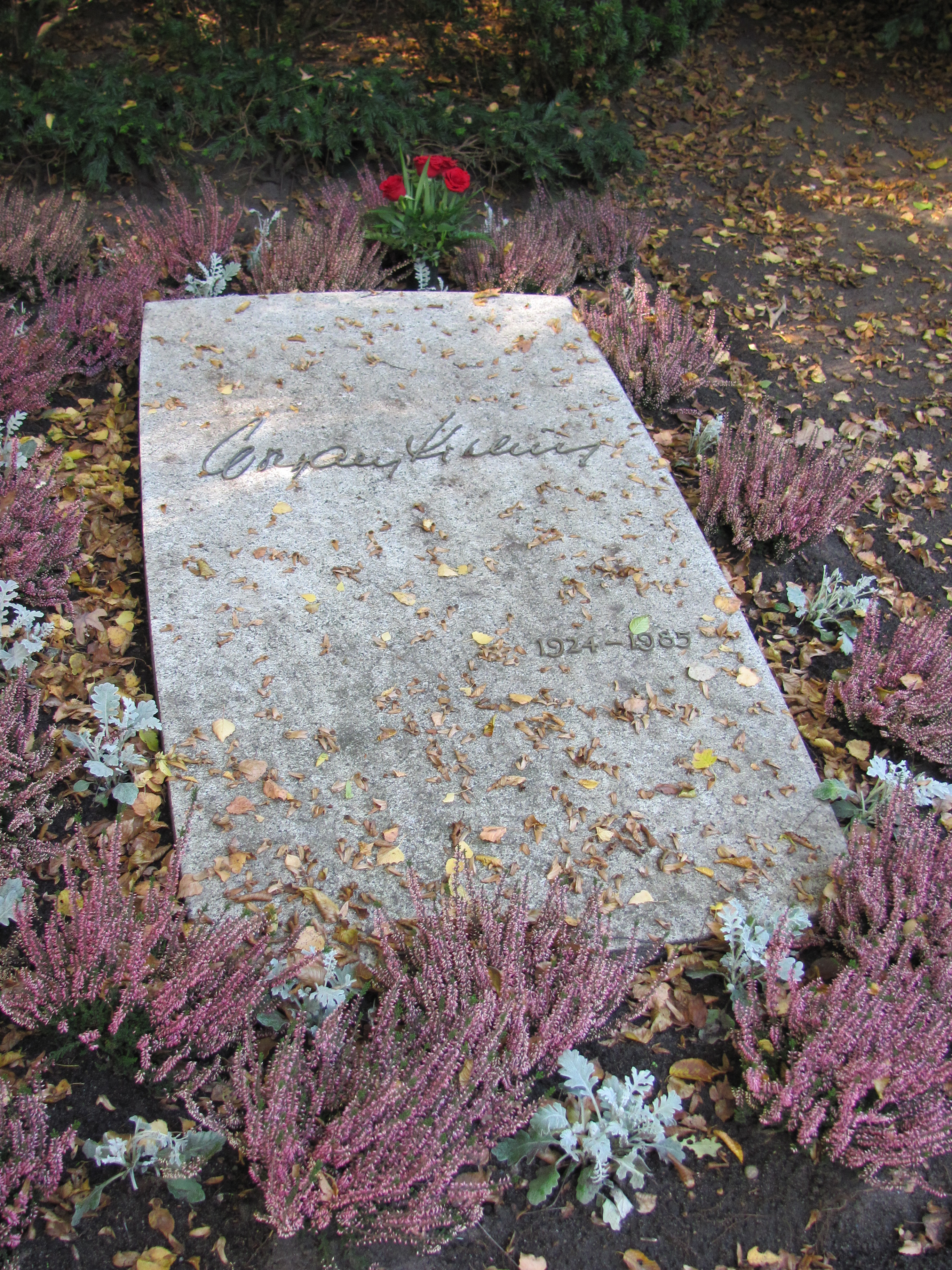
Tumba de Wolfgang Kieling

Tras residir en Berlín Este entre 1968 y 1970 a fin de protestar contra la situación política en Occidente, en especial contra la Guerra de Vietnam, Kieling decidió volver al oeste al verse incapaz de ingresar en la sociedad de Alemania Oriental. A partir de los años 1970, Kieling se centró en la actuación televisiva. Por su participación en el telefilm de la ZDF Im Reservat, de Peter Beauvais, en el cual encarnó a un travestí envejecido, en 1973 obtuvo el Premio de la Deutschen Akademie der Darstellenden Künste. En la serie Der Anwalt tuvo el papel protagonista en dos temporadas desde 1977.
Kieling trabajó como actor de voz desde su infancia, doblando a Freddie Bartholomew en la película de 1935 David Copperfield (1935). Ya adulto, Kieling dio voz a Glenn Ford (Ransom!, The Teahouse of the August Moon, Cimarrón), Marlon Brando (The Missouri Breaks), Yul Brynner (Romansa konjokradice), Montgomery Clift (Judgment at Nuremberg), Tony Curtis (The Million Dollar Face), Kirk Douglas (El loco del pelo rojo), Alec Guinness (El cisne), Charlton Heston (El planeta de los simios), Marcello Mastroianni (La dolce vita), Robert Mitchum (Con él llegó el escándalo), Paul Newman (Somebody Up There Likes Me, Cat on a Hot Tin Roof, Dulce pájaro de juventud,  El premio), Leslie Nielsen (Planeta prohibido) y Frank Sinatra (Alta sociedad y Pal Joey). También prestó su voz entre 1973 y 1985 al personaje de Sesame Street Epi. Igualmente, fue doblador del personaje Cornelius Button en la serie infantil Die Grashüpfer-Insel.
Su personal voz también pudo escucharse en diferentes producciones radiofónicas: Así, en 1974 interpretó el papel titular en la producción del sello Europa Räuberhauptmann Potzblitz, y en 1975 participó en Zauberer Zackzarack. En el show HUI BUH das Schloßgespenst hizo en los episodios 3 y 4 el papel del Rey Julius der 111. En 1984 trabajó también en la versión radiofónica de la obra de Michael Ende Momo. También participó en producciones radiofónicas de la República Democrática de Alemania, como Heimsuchungen eines Eingesessenen, sobre los problemas de los trabajadores en la industria socialista.
Kieling se casó cuatro veces. Su primera esposa fue la actriz Jola Jobst, que se suicidó dos años después de que la pareja se separara. Con su segunda esposa, la actriz Gisela Uhlen, tuvo una hija, Susanne Uhlen, también actriz. Con su tercera mujer, la escultora Johanna Göllnitz, tuvo otra hija, Annette. Después se casó con una actriz mucho más joven, Monika Gabriel (1943–2007), a quien conoció durante su segunda estancia en la RDA y que fue a vivir con él a Occidente. De una breve relación con la actriz Ingrid Rentsch en su primera estancia en la RDA fue fruto su hijo Florian Martens, un conocido actor. Kieling es tío abuelo del cineasta Andreas Kieling.
Debido a problemas oculares, Kieling hubo de someterse a diferentes cirugías, y más adelante sufrió un cáncer. Falleció en 1985 en un hospital de Hamburgo, Alemania, durante una operación para tratar su cáncer. Su tumba se encuentra en el Cementerio Ohlsdorf de Hamburgo.

## Filmografía
- 1936 : Maria, die Magd
- 1936 : Guten Abend, gute Nacht
- 1936 : Hier irrt Schiller
- 1937 : Heimweh
- 1937 : Kreutzersonate
- 1938 : Altes Herz geht auf die Reise
- 1938 : Frauen für Golden Hill
- 1938 : Klimbusch macht Wochenende
- 1938 : Träume sind Schäume
- 1939 : Die Reise nach Tilsit
- 1940 : Falstaff in Wien
- 1940 : Herz geht vor Anker
- 1940 : Seitensprünge
- 1941 : Jenny und der Herr im Frack
- 1941 : Krach im Vorderhaus
- 1951 : Alicia en el país de las maravillas (solamente voz)
- 1953 : Kopf oder Zahl (telefilm)
- 1956 : Damals in Paris
- 1956 : Genesung
- 1957 : Betrogen bis zum jüngsten Tag
- 1958 : Der Mann, der nicht nein sagen konnte
- 1959 : Arzt ohne Gewissen
- 1960 : Agatha, laß das Morden sein!
- 1961 : Die Sendung der Lysistrata (telefilm)
- 1961 : Frau Cheneys Ende
- 1961 : Mörderspiel
- 1962 : Der rote Hahn (telefilm)
- 1962 : Montserrat (telefilm)
- 1962 : Zahlungsaufschub (telefilm)
- 1963 : Dantons Tod (telefilm)
- 1963 : Der Belagerungszustand (telefilm)
- 1963 : Ein ungebetener Gast (telefilm)
- 1963 : Hedda Gabler (telefilm)
- 1963 : Heute kündigt mir mein Mann
- 1963 : Mirandolina (telefilm)
- 1964 : Bericht von den Inseln (telefilm)
- 1964 : Der Traum des Eroberers (telefilm)
- 1964 : Die Physiker (telefilm)
- 1964 : Die Zeit der Schuldlosen
- 1964 : König Richard III (miniserie TV)
- 1964 : Polizeirevier Davidswache
- 1964 : Die Teufelsspur (telefilm)
- 1964 : Das Haus in der Karpfengasse
- 1965 : A 001: operazione Giamaica
- 1965–1967 : Das Kriminalmuseum (serie TV)
- 1965 : Der Sündenbock (telefilm)
- 1965 : Die Banditen vom Rio Grande
- 1965 : Duell vor Sonnenuntergang
- 1965 : Exil (telefilm)
- 1965 : Hotel der toten Gäste
- 1965 : Der Kongreß amüsiert sich
- 1966 : Das Abgründige in Herrn Gerstenberg (telefilm)
- 1966 : Geschlossene Gesellschaft (telefilm)
- 1966 : S.O.S. Morro Castle (telefilm)
- 1966 : Standgericht (telefilm)
- 1966 : Cortina rasgada
- 1967 : Das Haus der tausend Freuden
- 1967 : Fliegender Sand (telefilm)
- 1967 : Deux billets pour Mexico
- 1967 : Operazione San Pietro
- 1967 : Pension Clausewitz
- 1967 : Die Rache des Dr. Fu Man Chu
- 1968 : Amsterdam Affair
- 1968 : Im Banne des Unheimlichen
- 1968 : Tevje und seine sieben Töchter
- 1969 : Das siebente Jahr
- 1969 : Jungfer, Sie gefällt mir
- 1970 : Aus unserer Zeit (episodio 2)
- 1970 : Jeder stirbt für sich allein (miniserie TV)
- 1970 : Kannibalen (telefilm)
- 1970 : Signale – Ein Weltraumabenteuer (solo voz)
- 1971 : Der Millionenraub
- 1971 : Der Fall Jägerstätter (telefilm)
- 1971 : Goya – oder der arge Weg der Erkenntnis
- 1972 : Bremer Freiheit (telefilm)
- 1972 : Das letzte Paradies (telefilm)
- 1972 : Dem Täter auf der Spur (serie TV), episodio Ohne Kranz und Blumen
- 1972 : Der Angestellte (telefilm)
- 1972 : Der Eisberg der Vorsehung (telefilm)
- 1972 : Tatort (serie TV), episodio Strandgut
- 1972 : Der Todesrächer von Soho
- 1972 : Sonderdezernat K1 (serie TV)
- 1973 : Bauern, Bonzen und Bomben (miniserie TV)
- 1973 : Einladung zur Enthauptung (telefilm)
- 1973 : Im Reservat (telefilm)
- 1973 : Immobilien (telefilm)
- 1973 : Sesamstraße (serie TV)
- 1974 : Derrick (serie TV), episodio Waldweg
- 1974 : Vreemde Wêreld
- 1974 : Zwischenstationen (serie TV)
- 1974 : Härte 10 (miniserie TV)
- 1975 : Baby Hamilton oder Das kommt in den besten Familien vor (telefilm)
- 1975 : Lichtspiele am Preussenkorso (miniserie TV)
- 1976 : Bei Westwind hört man keinen Schuß (telefilm)
- 1977–1978 : Der Anwalt (serie TV)
- 1977 : Die Kette (miniserie TV)
- 1978 : Friedrich Schachmann wird verwaltet (telefilm)
- 1978 : Meine dicke Freundin (telefilm)
- 1978 : Geschichten aus der Zukunft (serie TV)
- 1979 : Der Sturz
- 1979 : Tatort (serie TV), episodio Schweigegeld
- 1979 : Die Magermilchbande (serie TV)
- 1979 : Sonne, Wein und harte Nüsse (serie TV), episodio Die Sache mit King Harry
- 1979 : Wo die Liebe hinfällt (telefilm)
- 1980 : Ein Guru kommt (telefilm)
- 1981 : Der König und sein Narr (telefilm)
- 1981 : Der Spot oder Fast eine Karriere (telefilm)
- 1981 : Exil (miniserie TV)
- 1981 : O du fröhliche: Besinnliche Weihnachtsgeschichten (telefilm)
- 1981 : Das Traumschiff (serie TV)
- 1982 : Kreisbrandmeister Felix Martin (serie TV)
- 1982 : Die Krimistunde (serie TV)
- 1983–1984 : Der Alte (serie TV)
- 1983 : Der Trauschein (telefilm)
- 1983 : Die Geschwister Oppermann (miniserie TV)
- 1983 : Kontakt bitte … (serie TV)
- 1983 : Satan ist auf Gottes Seite (telefilm)
- 1983 : Il nocciolo della questione (miniserie TV)
- 1984 : Abwärts
- 1984 : Das Geschenk (telefilm)
- 1984 : Morgen in Alabama
- 1984 : Patrik Pacard (serie TV)
- 1984 : Turf (serie TV)
- 1985 : Der Schiedsrichter (telefilm)
- 1985 : Didi und die Rache der Enterbten
- 1985–1986 : Die Schwarzwaldklinik (serie TV)
- 1985 : Grenzenloses Himmelblau (telefilm)
- 1985 : Hellseher wider Willen
- 1985 : In Amt und Würden (telefilm)
- 1986 : Zieh den Stecker raus, das Wasser kocht (telefilm)

## Radio
- 1968 : Ralph Knebel: Heimsuchungen eines Eingesessenen, dirección de Peter Kupke (Rundfunk der DDR)